# Deutsche Fußballmeisterschaft 1989 (Frauen)
Die deutsche Fußballmeisterschaft 1989 der Frauen war die 16. deutsche Fußballmeisterschaft, die der DFB seit 1974 im Frauenfußball ausrichtete. Deutscher Meister im Frauenfußball wurde 1989 die SSG 09 Bergisch Gladbach. Im Finale schlug man den TuS Ahrbach mit 2:0. Für die SSG war es die neunte und zugleich letzte deutsche Meisterschaft. Ahrbach entpuppte sich als Überraschungsmannschaft, die erst den TSV Siegen und dann den FSV Frankfurt ausschalten konnte.

## Teilnehmer
Folgende Mannschaften hatten sich als beste Mannschaft ihres Landesverbandes für die Endrunde qualifiziert:
| Regionalverband Nord | Regionalverband West                                                                        | Regionalverband Südwest                                                              | Regionalverband Süd | Berlin                   |
| - Bremen: Eintracht Bremen - Hamburg: FTSV Lorbeer Rothenburgsort - Niedersachsen: Fortuna Sachsenroß Hannover - Schleswig-Holstein: Schmalfelder SV | - Mittelrhein: SSG 09 Bergisch Gladbach - Niederrhein: KBC Duisburg - Westfalen: TSV Siegen | - Rheinland: TuS Ahrbach - Saarland: VfR 09 Saarbrücken - Südwest: TuS Niederkirchen | - Baden SC Klinge Seckach - Bayern Bayern München - Hessen: FSV Frankfurt - Südbaden: TuS Binzen - Württemberg: VfL Sindelfingen | - Tennis Borussia Berlin |

## Übersicht
|  | Achtelfinale           | Achtelfinale       | Achtelfinale |                     |   | Viertelfinale | Viertelfinale | Viertelfinale |  |  | Halbfinale | Halbfinale | Halbfinale |  |  | Finale | Finale |  |
|  |                        |                    |              |                     |   |               |               |               |  |  |            |            |            |  |  |        |        |  |
|  | TuS Ahrbach            | 7                  | 4            |                     |   |               |               |               |  |  |            |            |            |  |  |        |        |  |
|  | Eintracht Bremen       | 0                  | 0            |                     |   |               |               |               |  |  |            |            |            |  |  |        |        |  |
|  | Eintracht Bremen       | 0                  | 0            | TuS Ahrbach         | 0 | 0 (6)         |               |               |  |  |            |            |            |  |  |        |        |  |
|  |                        |                    |              | TuS Ahrbach         | 0 | 0 (6)         |               |               |  |  |            |            |            |  |  |        |        |  |
|  |                        | TSV Siegen         | 0            | 0 (5)               |   |               |               |               |  |  |            |            |            |  |  |        |        |  |
|  | Schmalfelder SV        | TSV Siegen         | 0            | 0 (5)               | 0 | 0             |               |               |  |  |            |            |            |  |  |        |        |  |
|  | Schmalfelder SV        |                    |              |                     | 0 | 0             |               |               |  |  |            |            |            |  |  |        |        |  |
|  | TSV Siegen             | 4                  | 2            |                     |   |               |               |               |  |  |            |            |            |  |  |        |        |  |
|  | TSV Siegen             | 4                  | 2            | TuS Ahrbach         | 3 | 2             |               |               |  |  |            |            |            |  |  |        |        |  |
|  |                        |                    |              |                     |   |               |               |               |  |  |            |            |            |  |  |        |        |  |
|  |                        | FSV Frankfurt      | 2            | 1                   |   |               |               |               |  |  |            |            |            |  |  |        |        |  |
|  | KBC Duisburg           | FSV Frankfurt      | 2            | 1                   | 1 | 2             |               |               |  |  |            |            |            |  |  |        |        |  |
|  | KBC Duisburg           |                    |              |                     | 1 | 2             |               |               |  |  |            |            |            |  |  |        |        |  |
|  | TuS Niederkirchen      | 0                  | 0            |                     |   |               |               |               |  |  |            |            |            |  |  |        |        |  |
|  | TuS Niederkirchen      | 0                  | 0            | KBC Duisburg        | 1 | 0             |               |               |  |  |            |            |            |  |  |        |        |  |
|  |                        |                    |              | KBC Duisburg        | 1 | 0             |               |               |  |  |            |            |            |  |  |        |        |  |
|  |                        | FSV Frankfurt      | 5            | 2                   |   |               |               |               |  |  |            |            |            |  |  |        |        |  |
|  | FSV Frankfurt          | FSV Frankfurt      | 5            | 2                   | 1 | 4             |               |               |  |  |            |            |            |  |  |        |        |  |
|  | FSV Frankfurt          |                    |              |                     | 1 | 4             |               |               |  |  |            |            |            |  |  |        |        |  |
|  | Bayern München         | 0                  | 2            |                     |   |               |               |               |  |  |            |            |            |  |  |        |        |  |
|  | Bayern München         | 0                  | 2            | TuS Ahrbach         | 0 |               |               |               |  |  |            |            |            |  |  |        |        |  |
|  |                        |                    |              |                     |   |               |               |               |  |  |            |            |            |  |  |        |        |  |
|  |                        | Bergisch Gladbach  | 2            |                     |   |               |               |               |  |  |            |            |            |  |  |        |        |  |
|  | TuS Binzen             | Bergisch Gladbach  | 2            | 1                   | 1 |               |               |               |  |  |            |            |            |  |  |        |        |  |
|  | TuS Binzen             |                    |              |                     | 1 |               |               |               |  |  |            |            |            |  |  |        |        |  |
|  | Fortuna S. Hannover    | 2                  | 2            |                     |   |               |               |               |  |  |            |            |            |  |  |        |        |  |
|  | Fortuna S. Hannover    | 2                  | 2            | Fortuna S. Hannover | 0 | 0             |               |               |  |  |            |            |            |  |  |        |        |  |
|  |                        |                    |              | Fortuna S. Hannover | 0 | 0             |               |               |  |  |            |            |            |  |  |        |        |  |
|  |                        | VfR 09 Saarbrücken | 1            | 3                   |   |               |               |               |  |  |            |            |            |  |  |        |        |  |
|  | VfR 09 Saarbrücken     | VfR 09 Saarbrücken | 1            | 3                   | 2 | 1             |               |               |  |  |            |            |            |  |  |        |        |  |
|  | VfR 09 Saarbrücken     |                    |              |                     | 2 | 1             |               |               |  |  |            |            |            |  |  |        |        |  |
|  | SC Klinge Seckach      | 0                  | 0            |                     |   |               |               |               |  |  |            |            |            |  |  |        |        |  |
|  | SC Klinge Seckach      | 0                  | 0            | VfR 09 Saarbrücken  | 0 | 0             |               |               |  |  |            |            |            |  |  |        |        |  |
|  |                        |                    |              |                     |   |               |               |               |  |  |            |            |            |  |  |        |        |  |
|  |                        | Bergisch Gladbach  | 2            | 5                   |   |               |               |               |  |  |            |            |            |  |  |        |        |  |
|  | Lorbeer Rothenburgsort | Bergisch Gladbach  | 2            | 5                   | 1 | 1             |               |               |  |  |            |            |            |  |  |        |        |  |
|  | Lorbeer Rothenburgsort |                    |              |                     | 1 | 1             |               |               |  |  |            |            |            |  |  |        |        |  |
|  | VfL Sindelfingen       | 2                  | 3            |                     |   |               |               |               |  |  |            |            |            |  |  |        |        |  |
|  | VfL Sindelfingen       | 2                  | 3            | VfL Sindelfingen    | 1 | 1             |               |               |  |  |            |            |            |  |  |        |        |  |
|  |                        |                    |              | VfL Sindelfingen    | 1 | 1             |               |               |  |  |            |            |            |  |  |        |        |  |
|  |                        | Bergisch Gladbach  | 3            | 3                   |   |               |               |               |  |  |            |            |            |  |  |        |        |  |
|  | Bergisch Gladbach      | Bergisch Gladbach  | 3            | 3                   | 4 | 1             |               |               |  |  |            |            |            |  |  |        |        |  |
|  | Bergisch Gladbach      |                    |              |                     | 4 | 1             |               |               |  |  |            |            |            |  |  |        |        |  |
|  | Tennis Borussia Berlin | 0                  | 1            |                     |   |               |               |               |  |  |            |            |            |  |  |        |        |  |

## Achtelfinale
Die jeweils erstgenannte Mannschaft hatte im Hinspiel Heimrecht. Die Hinspiele fanden am 21. Mai, die Rückspiele am 25. Mai 1989 statt.
|                          | Gesamt |                             | Hinspiel | Rückspiel |
| ------------------------ | ------ | --------------------------- | -------- | --------- |
| SSG 09 Bergisch Gladbach | 5:1    | Tennis Borussia Berlin      | 4:0      | 1:1       |
| KBC Duisburg             | 3:0    | TuS Niederkirchen           | 1:0      | 2:0       |
| Lorbeer Rothenburgsort   | 2:5    | VfL Sindelfingen            | 1:2      | 1:3       |
| FSV Frankfurt            | 5:2    | FC Bayern München           | 1:0      | 4:2       |
| Schmalfelder SV          | 0:6    | TSV Siegen                  | 0:4      | 0:2       |
| VfR 09 Saarbrücken       | 3:0    | SC Klinge Seckach           | 2:0      | 1:0       |
| TuS Ahrbach              | 11:00  | Eintracht Bremen            | 7:0      | 4:0       |
| TuS Binzen               | 2:4    | Fortuna Sachsenroß Hannover | 1:2      | 1:2       |

## Viertelfinale
Die jeweils erstgenannte Mannschaft hatte im Hinspiel Heimrecht. Die Hinspiele fanden am 28. Mai, die Rückspiele am 4. Juni 1989 statt.
|                             | Gesamt          |                          | Hinspiel | Rückspiel |
| --------------------------- | --------------- | ------------------------ | -------- | --------- |
| KBC Duisburg                | 1:7             | FSV Frankfurt            | 1:5      | 0:2       |
| TuS Ahrbach                 | 0:0 (6:5 i. E.) | TSV Siegen               | 0:0      | 0:0 n. V. |
| Fortuna Sachsenroß Hannover | 0:4             | VfR 09 Saarbrücken       | 0:1      | 0:3       |
| VfL Sindelfingen            | 2:6             | SSG 09 Bergisch Gladbach | 1:3      | 1:3       |

## Halbfinale
Die jeweils erstgenannte Mannschaft hatte im Hinspiel Heimrecht. Die Hinspiele fanden am 11. Juni, die Rückspiele am 18. Juni 1989 statt.
|                    | Gesamt |                          | Hinspiel | Rückspiel |
| ------------------ | ------ | ------------------------ | -------- | --------- |
| TuS Ahrbach        | 5:3    | FSV Frankfurt            | 3:2      | 2:1       |
| VfR 09 Saarbrücken | 0:7    | SSG 09 Bergisch Gladbach | 0:2      | 0:5       |

## Finale
| TuS Ahrbach                                                          | TuS Ahrbach | SSG 09 Bergisch Gladbach | SSG 09 Bergisch Gladbach |
| -------------------------------------------------------------------- | --- | --- | ------------------------ |
| TuS Ahrbach                                                          | \| Samstag, 8. Juli 1989 um 16:00 Uhr in Montabaur (Mons-Tabor-Stadion) \| \| Ergebnis: 0:2 (0:0) \| \| Zuschauer: 6.000 \| \| Schiedsrichter: Wolf-Rüdiger Umbach (Rottorf) \|                                                                    | \| Samstag, 8. Juli 1989 um 16:00 Uhr in Montabaur (Mons-Tabor-Stadion) \| \| Ergebnis: 0:2 (0:0) \| \| Zuschauer: 6.000 \| \| Schiedsrichter: Wolf-Rüdiger Umbach (Rottorf) \|                                                                                | SSG 09 Bergisch Gladbach |
| TuS Ahrbach                                                          | Marion Isbert – Jutta Nardenbach – Kirsten Jansen, Gundula Schilf (62. Marikka Laszlo), Stefanie Jung – Karin Thull, Heide Neuroth , Bettina Berens, Cornelia Dietzel – Annelie Graf, Manuela Fischbach (55. Silke Reitz) Cheftrainer: Detlev Tank | Gabi Wego – Petra Landers – Cornelia Trauschke, Claudia Jansen (53. Catrin Bünger), Nicole Hartmann – Petra Meyer (74. Silke Pradella), Bettina Holzhüter, Angelika Fehrmann, Gisela Dahl – Marion Flues, Andrea Ruppaner Cheftrainerin: Anne Trabant-Haarbach | SSG 09 Bergisch Gladbach |
| TuS Ahrbach                                                          | 0:1 Marion Flues (54.) 0:2 Marion Flues (58.) | | SSG 09 Bergisch Gladbach |
| TuS Ahrbach                                                          | Gundula Schilf | Claudia Jansen | SSG 09 Bergisch Gladbach |
| Samstag, 8. Juli 1989 um 16:00 Uhr in Montabaur (Mons-Tabor-Stadion) | | |                          |
| Ergebnis: 0:2 (0:0)                                                  | | |                          |
| Zuschauer: 6.000                                                     | | |                          |
| Schiedsrichter: Wolf-Rüdiger Umbach (Rottorf)                        | | |                          |